# Комплексная система управления качеством продукции
Комплексная система управления качеством продукции (КС УКП) — разработанные в начале 1970-х годов Всесоюзным НИИ стандартизации Госстандарта СССР единые принципы построения комплексной системы управления качеством продукции предприятия, представляющие собой совокупность мероприятий, методов и средств, при помощи которых целенаправленно устанавливается, обеспечивается, поддерживается на основных стадиях жизненного цикла (планирование, разработка, производство, эксплуатация или потребление) уровень качества продукции, соответствующий потребностям народного хозяйства и населения.
КС УКП предусматривалось решение следующих задач:
- создание и освоение новых видов продукции высокого качества, соответствующего лучшим мировым образцам
- повышение в общем объёме производства продукции высшей категории
- улучшение показателей качества и перевод выпускаемой продукции в более высокую категорию качества
- оперативное снятие, замена (модернизация) продукции второй категории[2]
- планомерное повышение качества работы коллективов и исполнителей
- обеспечение выпуска продукции в строгом соответствии с требованиями нормативно-технической документации (продукции планового уровня качества)

КС УКП являлась основной частью общей системы управления предприятием. Объектами управления в системе являлись:
- состояние документации: конструкторской, технической, нормативно-технической
- состояние оборудования, оснастки, инструмента, а также средств измерения, контроля
- качество входящих сырья, материалов, полуфабрикатов, покупных комплектующих изделий
- уровень организации и управления производством
- качество производственных процессов
- хозяйственный механизм и его элементы (план, ценообразование, экономическое стимулирование и др.)
- управление персоналом

## История
Специалистами Госстандарта СССР в начале 1970-х годов в сотрудничестве с организациями различных министерств и ведомств был проведен анализ, изучение и обобщение имевшегося на тот период передового опыта предприятий народного хозяйства страны в управлении качеством продукции («БИП», «КАНАРСПИ», «НОРМ» и др.), результатом чего стало создание единых принципов построения комплексной системы управления качеством продукции предприятия (КС УКП), на основании которой субъектами хозяйствования создавались собственные «стандарты предприятия».
Внедрение КС УКП на предприятиях СССР положительно сказывалось на повышении качества продукции. Но при этом выявились и недостатки, а именно: слабое методическое руководство со стороны отраслевых организаций по УКП и стандартизации; незаинтересованность руководителей предприятий в создании и совершенствовании систем УКП, формальный подход, поверхностный анализ состояния качества продукции; неповоротливость системы из-за большого числа вновь созданных и иногда дублировавших друг друга стандартов предприятия; отсутствие учёбы персонала по УКП; работа по УКП в рамках системы была поручена отделам технического контроля, а не главным руководителям предприятия, что создавало противоречия «план-качество» и др.
Главными же недостатками механизма КС УКП были игнорирование потребителя и слабая направленность на выпуск продукции стабильно высокого уровня качества.